# Liliana Moro
 Liliana Moro (* 2. Januar 1961 in Mailand) ist eine italienische Installationskünstlerin.
Liliana Moro studierte bei Luciano Fabro an der Accademia di Belle Arti di Brera in Mailand. Sie ist Teilnehmerin zahlreicher Ausstellungen: documenta IX, Kassel (1992); Aperto '93, Biennale di Venezia, Venedig; Castello di Rivoli, Turin (1994); Quadriennale di Roma (1996/2008); Moderna Museet, Stockholm (1998); MoMA PS1, New York (1999); De Appel, Amsterdam (1999), der Bienal de Valencia (2001) und der Thessaloniki Biennale (2013).